# Sansevieria roxburghiana
Dracaena roxburghiana (Sansevieria roxburghiana) es una especie de Dracaena Sansevieria  perteneciente a la familia de las asparagáceas, originaria de  Asia.
Ahora se la ha incluido en el gen de Dracaena debido a los estudios moleculares de su filogenia.

## Descripción
Es una planta herbácea geófita sin tallo, con un rizoma rastrero. Las hojas de 10-20 x 4.2 cm plana, en forma de correa o estrechamente lanceoladas, con un punto subuladas de hasta 2,5 cm de largo. Las hojas interiores o adultas ascendentes y recurvadas, profundamente cóncavas, canalizadas por la cara, redondeadas o quilla muy obtusa en la espalda, verde, transversalmente marcadas con líneas más oscuras verdes en ambos lados. Las inflorescencias de 30-75 cm de largo. En un racimo de 30-45 cm de largo. Las flores nacen en racimos de cuatro. Pedicelos de 6-9 cm de largo, articulados.

## Distribución
Se distribuye por el sur y este de la India.

## Taxonomía
Sansevieria roxburghiana fue descrita por Schult. & Schult.f. y publicado en Systema Vegetabilium 7: 357, en el año 1829.
Etimología
Sansevieria nombre genérico que debería ser "Sanseverinia" puesto que su descubridor, Vincenzo Petanga, de Nápoles, pretendía dárselo en conmemoración a Pietro Antonio Sanseverino, duque de Chiaromonte y fundador de un jardín de plantas exóticas en el sur de Italia. Sin embargo, el botánico sueco Thunberg que fue quien lo describió, lo denominó Sansevieria, en honor del militar, inventor y erudito napolitano Raimondo di Sangro (1710-1771), séptimo príncipe de Sansevero.
roxburghiana: epíteto otorgado en honor del botánico escocés William Roxburgh.
Sinonimia
- Acyntha roxburghiana (Schult. & Schult.f.) Kuntze
- Cordyline roxburghiana (Schult. & Schult.f.) Merr.
- Sansevieria zeylanica Roxb.[8]